# Кровавое воскресенье на Волыни
Кровавое воскресенье на Волыни (пол. Krwawa niedziela na Wołyniu) — события 11—12 июля 1943, когда Волынская резня достигла своего апогея. В этот день подразделениями УПА было совершено нападение на, по разным оценкам, от 98 до 167 населенных пунктов, в основном во Владимир-Волынском и Гороховском районах Волынской области.

## Предыстория
С марта 1943 года ОУН-Б и её вооружённое крыло активно приступили к нападению на польское население на Волыни. До июля 1943 г. вооружённые силы украинских националистов, находившиеся в стадии развития и консолидации, были способны осуществлять действия в ограниченном объёме, в основном на востоке Волыни (особенную активность в уничтожении поляков там проявили Иван Литвинчук по кличке «Дубовый» и Пётр Олейник — «Эней»). В мае-июне 1943 г. в командовании УПА начал созревать план одновременного нападения на польские поселения и массового истребления поляков на Волыни.
Согласно отчётам советских партизан, «украинские националисты проводят зверскую расправу над беззащитным польским населением, ставя задачу полного уничтожения поляков на Украине. В Цуманском районе Волынской области, сотне националистов было предписано до 15.04.1943 уничтожить поляков и все их населённые пункты сжечь. 25.03.1943 уничтожено население и сожжены населённые пункты: Заулек, Галинувка, Марьянувка, Перелисянка и другие.».
В июне 1943 года главнокомандующий УПА «Клим Савур» отдал командирам УПА в западных районах Волыни официальный приказ о истреблении поляков в районах их деятельности. Этот факт подтверждают показания одного из командиров УПА на Волыни — Юрия Стельмащука-«Рыжего». Он, в частности, сказал на допросе:

 В июне 1943 года в Колковском лесу встретился я с Климом Савуром, заместителем председателя ставки Главной команды Андриенко. Савур дал мне приказ уничтожить всех поляков Ковельского округа. Не выполнить приказ я не имел права, а выполнять не позволяли личные убеждения. Я обратился к Андриенко. Андриенко сказал мне, что это указание не с центра, это искажение на местах
К этому времени, то есть до конца июня 1943 г. отряды украинских националистов убили на Волыни от 9 до 15 тыс. поляков.
Операция ОУН-Б и УПА в западных районах Волыни должна была охватить одновременно — чтобы застать поляков врасплох и предотвратить возможные попытки сопротивления — значительно больше мест, по сравнению с тем, что происходило ранее в восточной части региона. В течение нескольких последних месяцев подразделения УПА на этой территории окрепли и получили значительно больше боевого потенциала, чем отряды Ивана Литвинчука-«Дубового» в марте-мае. УПА могла теперь также воспользоваться опытом, приобретенным дезертирами из полиции. Дата выступления было назначено на воскресенье 11 июля, чтобы «охватить» побольше поляков, массово собравшихся на богослужениях.
Согласно плану, сотни УПА после истязания жителей определённого села должны были быстро передвигаться к следующему, чтобы устроить очередную резню. Благодаря этому планировалось достичь максимального шока от неожиданности и свести к минимуму шансы побега. На месте побоища оставались только украинские группы самообороны, призванные «зачистить» поприще. Полякам, которые пытались избежать смерти, не способствовала время года. Хотя летние температуры далеко позволяли ночевать вне дома, но короткая июльская ночь не оставляла полякам, буквально превращенным в охотничью дичь, слишком много времени, чтобы убежать и спрятаться под покровом темноты.
В начале июля 1943 года польское подполье пыталось вести переговоры с ОУН-б, чтобы остановить волну убийств. На переговоры с местным командиром Службы безопасности ОУН Шабатурой отправились представитель VIII округа Крестьянских батальонов Зыгмунт Руммель (он же Кшиштоф Поремба), представитель Волынского округа Армии крайовой Кшиштоф Маркевич и возница Витольд Добровольский. Маркевич знал Шабатуру ещё со школы; в качестве жеста доброй воли поляки пришли без охраны. По прибытии на место встречи (село Кустыче) все трое были арестованы украинцами и убиты, предположительно разорваны лошадьми.
Первый июльский номер газеты УПА «До зброї» («К оружию») объявил «позорную смерть» всем полякам, оставшимся на Украине.

## Ход бойни
Подразделения УПА, как и планировалось, нанесли удар 11 июля 1943 года. Как утверждают польские историки Владислав и Ева Семашко, они атаковали одновременно 96 населенных пунктов в Гороховском и Владимирском и три в Ковельском районах. На следующий день, 12 июля, та же участь постигла ещё пятьдесят городов и сел Гороховского и Владимир-Волынского районов. Тимоти Снайдер утверждает, что "с вечера 11 июля 1943 года до утра 12 июля, " УПА совершили нападения на поляков в 167 местах.
Польское население гибло от пуль, топоров, вил, кос, пил, ножей, молотков и других орудий преступления. Нередко преступления совершались с особой жестокостью, жертвы подвергались пыткам. Часто польские дома не жгли сразу, а лишь через несколько дней, чтобы поймать и убить любого, кто выжил и решил вернуться в свои дома.
- Одним из первых подвергся нападению Доминополь. Село примечательно тем, что в нём с марта 1943 дислоцировался польский партизанский отряд, который поддерживал контакты с УПА. За день до трагедии это подразделение ликвидировали, скорее всего, вооружённые отряды Службы Безопасности ОУН. Село не сожгли, так как польские хозяйства присвоили украинцы[8].
- На колонию Гуров напали в ночь с 10 на 11 июля около 2.30. Жителей перебили в отдельных домах холодным и огнестрельным оружием. Там убили около двухсот поляков[9].
- В 5 часов утра трагедия[пол.] разыгралась в селе Замличи — здесь были убиты сто восемнадцать человек[10].
- По Порицку подразделения УПА ударили, когда поляки собрались в местной латинской церкви на праздничное богослужение, которое начиналось в 11 часов. Нападавшие стреляли и бросали гранаты в окна и двери церкви. В то время, когда шла резня в латинской церкви, другие группы партизан убивали поляков, которые оставались дома. В селе погибло 222 поляка[11].
- В селе Старые Зашковичи, которое было преимущественно украинским, уповцы убили пять поляков[12].
- Уповцы напали на поляков, собравшихся в латинской церкви, также в Хрынове. Храм окружили, не выпускал тех, кто выходили с богослужения в 9 часов. Зато позволяли войти всем, кто шёл на богослужение в 11 часов. Когда наступила это время, по толпе открыли огонь из пулемётов. Когда расстрелянные поляки попадали на землю, уповцы отступили, благодаря чему некоторые из лежащих спаслись. В то же время патрули УПА убивали поляков в домах. Погибли около ста пятидесяти человек[13].
- В Заблотти тоже напали на поляков в латинской церкви. Там убили семьдесят шесть человек.
- Около 22 часов бандеровцы отступили из Кисилина, результат их нападения[пол.] — убиты почти девяносто поляков[14].
- В ночь с 11 на 12 июля уповцы убили около 30 поляков в селе Новый Загоров[15].
- В Здолбуновском районе трагическая судьба постигла Гуту Майданскую. Весной 1943 года жители этого села заявили о своей лояльности к украинскому подполью и в обмен на гарантии безопасности поставляли УПА продукты (яйца, молоко, зерно, мясо). Тем не менее 12 июля украинские подразделения уничтожили большинство жителей. Погибли 184 человека. Спаслись одиннадцать поляков[16].
- 12 июля 1943 бойцы УПА убили около 220 поляков и десять человек из польско-украинских семей в селе Мария-Воля[17].

## Последующие оценки и исторические споры
Польский историк Гжегож Moтыкa считает, что 11 июля 1943 года для поляков был одним из самых трагических дней Второй мировой войны.
Украинский историк Владимир Вятрович считает, что числа в 100—150 уничтоженных польских сел являются значительно преувеличенным. По его версии, УПА состоянию на 11-12 июля не обладала столь значительными силами, чтобы одновременно могла атаковать аж 100 польских поселений по всей Волыни, а в польских документах значится лишь несколько атакованных польских населенных пунктов 11-12 июля 1943 только в южной части Владимир-Волынского района.